# Petrel-grande

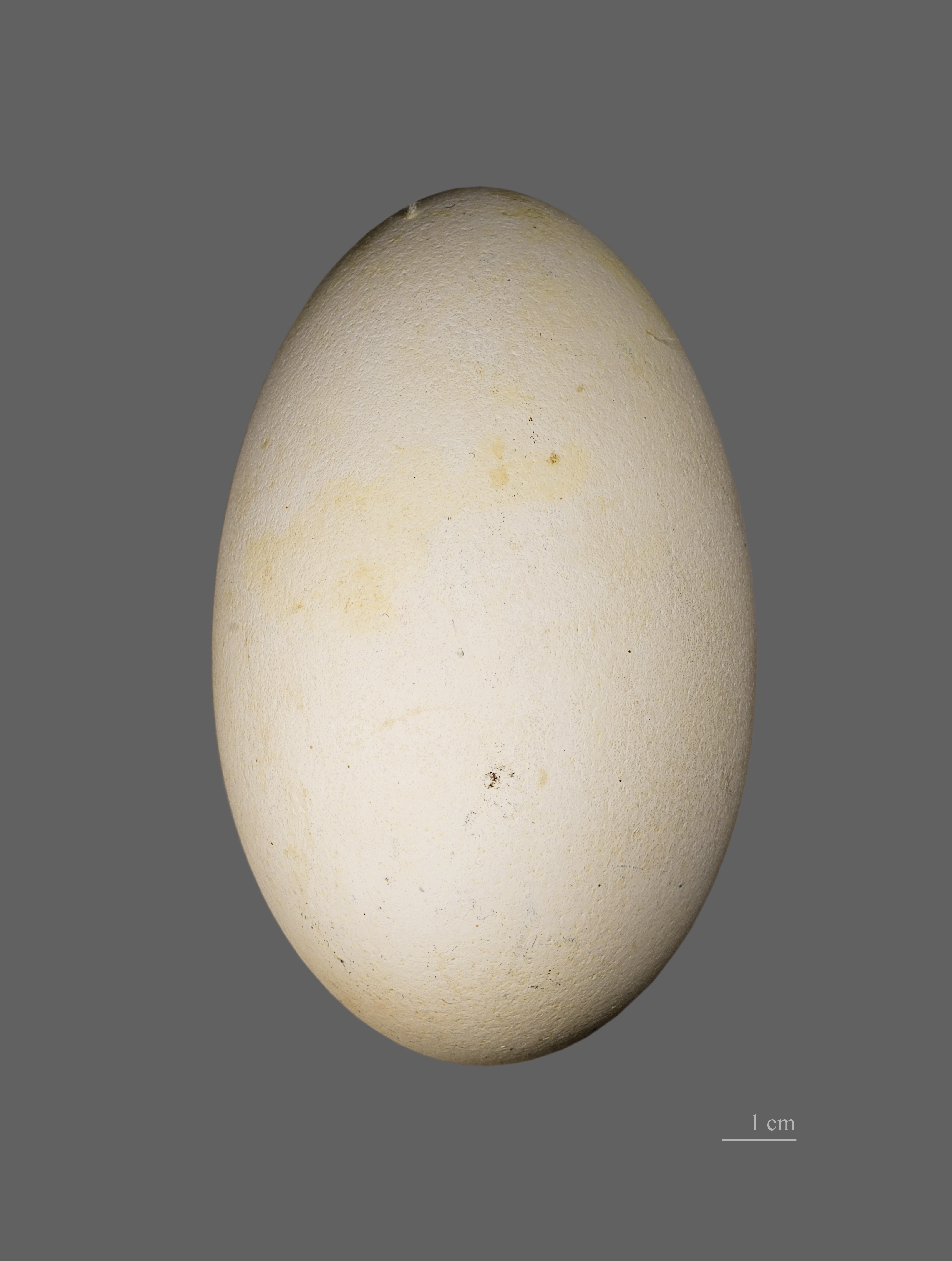
Macronectes giganteus- MHNT

Pardelão-meridional ou pardelão-do-antártico (Macronectes giganteus), também conhecido como petrel-grande ou pardelão-gigante é uma espécie de ave procelariídea do género Macronectes. Existem duas espécies conhecidas com este nome:
- Petrel-grande-do-norte (Macronectes halli)
- Petrel-grande ou pardelão-gigante (Macronectes giganteus) [4][5]

As duas espécies habitam os mares do Hemisfério Sul, mas, como o nome indica, o petrel-grande-do-norte nidifica em menores latitudes.
Os petréis-grandes possuem envergadura de aproximadamente 2,10 m. Seu corpo tem cerca de 90 cm. Geralmente são de cor marrom, com a cabeça um pouco mais clara (mas alguns são brancos com manchas pretas no corpo), com filhotes brancos. Alimentam-se de qualquer animal recentemente morto ou já em decomposição, mas também caçam, especialmente pinguins.